# Lester Peltier
Lester Peltier (Carenage, 13 settembre 1988) è un calciatore trinidadiano, centrocampista dell'Al-Taqadom.

## Caratteristiche tecniche
Ala destra, può giocare anche come esterno sulla medesima fascia.

## Palmarès

### Club

#### Competizioni nazionali
- Campionato slovacco: 2

Slovan Bratislava: 2012-2013, 2013-2014
- Coppa di Slovacchia: 1

Slovan Bratislava: 2012-2013
- Supercoppa di Slovacchia: 3

Slovan Bratislava: 2011, 2013, 2014